# Nause
Nause são uma dupla de DJs suecos, contratados pela Universal Music. Nause foi fundado como um trio em 2008 por Jacob Criborn, Kami Montgarde & Leonard Scheja. Debutaram com o single "Made Off", o qual foi um grande sucesso nas rádios suecas e inglesas. Nause está estrelando a nova série de TV "Heartbeats" na TV 6 (Suécia). Durante a primavera e verão de 2012, estavam em turnê pela Suécia.

## Discografia

### Singles
| Ano  | Single          | Auge | Certificado | Álbum |
| Ano  | Single          | SWE  | Certificado | Álbum |
| ---- | --------------- | ---- | ----------- | ----- |
| 2011 | "Made of"       | 15   |             |       |
| 2012 | "Mellow"        | 40   |             |       |
| 2012 | "Hungry Hearts" | 1    |             |       |